# Castillo de Rello
El castillo de Rello es un fortaleza medieval , en la provincia de Soria.

## Historia
El conjunto amurallado de Rello está considerado el mejor conservado de la provincia de Soria. El recinto amurallado que conserva la coronación almenada en buena parte de su perímetro, dos puertas de acceso al recinto, un castillo donde aún se adivina la mole de la torre del homenaje y otra torre más junto al río para recoger agua de forma segura en caso de sitio. La muralla del siglo XV con modificaciones en el siglo XVI se asienta sobre una muela a la manera de Medinaceli, Calatañazor y Peñalcázar.
Del castillo, en progresivo estado de ruina, se sabe que pudo construirse en el siglo XV aunque algunos historiadores señalan su existencia ya en el siglo XI. En el siglo XVI la torre del homenaje, hoy semiderruida por la acción de un rayo, se rodeó de un nuevo recinto con torreones de varios pisos en sus ángulos.

## Descripción
Del castillo aún se adivina la mole de la torre del homenaje y otra torre más junto al río para recoger agua de forma segura en caso de sitio. En torno a la torre del homenaje se alza el recinto con torreones de varios pisos en sus ángulos. Se conserva, eso sí, el aljibe, hoy cubierto por una losa, recogido por Madoz, que apuntaba una profundidad de 16 varas. Se encuentra en progresivo estado de ruina.
Sobre el lienzo original se añadieron garitas decorativas, puertas acodadas, torres y cañoneras rectangulares. Hay dos puertas de ingreso, ambas consolidadas y una restaurada, en la que se aprecian matacanes y el escudo de armas con un águila y las divisas de la casa de Borbón y la de Lorenzo Suárez de Mendoza, conde de la Coruña del Conde (Burgos) y vizconde de Torija (Guadalajara).